# 가브리엘 아리아스 (축구 선수)
가브리엘 아리아스 아로요(스페인어: Gabriel Arias Arroyo, 1987년 9월 13일 ~ )는 칠레의 축구 선수로, 포지션은 골키퍼다. 현재 아르헨티나 프리메라 디비시온의 라싱 클루브에서 활약하고 있다.